# Быстров, Алексей Петрович
Алексе́й Петро́вич Быстро́в (1899—1959) — советский анатом, гистолог и палеонтолог, профессор.

## Биография

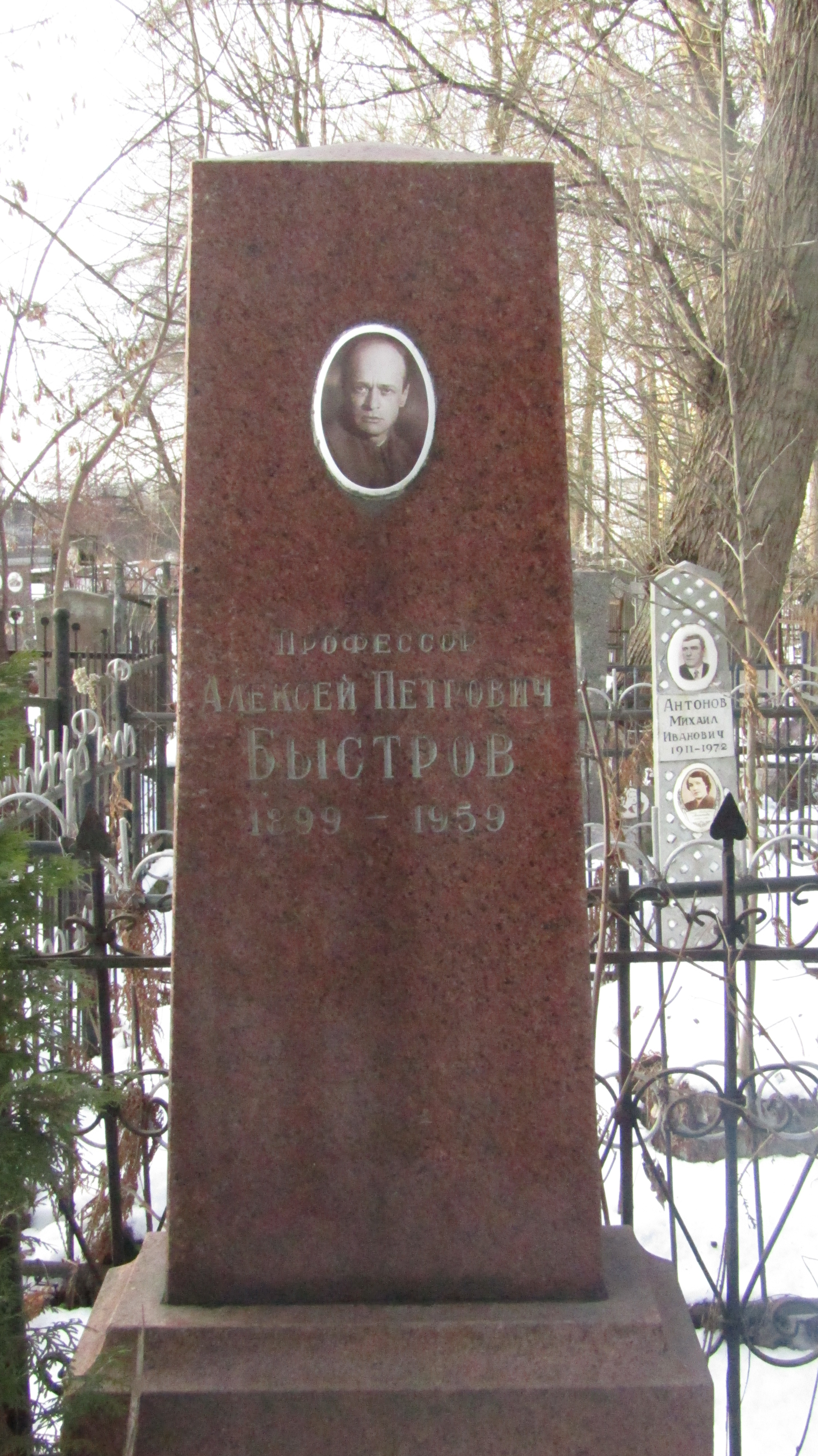
Могила Быстрова А. П. Серафимовское кладбище, Санкт-Петербург.

Родился 20 января (1 февраля) 1899 года в Рязанской губернии в семье сельского священника и учительницы.
Начал своё образование в сельской школе, затем окончил духовное училище. Поступил в Рязанскую духовную семинарию, но весной 1918 года она была закрыта. После получения среднего образования его мобилизовали в Красную армию. Несмотря на «неправильное» социальное происхождение ему удалось поступить в Военно-медицинскую академию (ВМА) в Петрограде. После её окончания он остался в ней работать. Его научные интересы из области анатомии человека постепенно переместились в палеонтологию позвоночных. Наличие у него целого ряда статей позволило ему в 1935 году получить степень кандидата медицинских наук без защиты диссертации.
В 1937 году после переезда в Москву начал работать в отделе низших позвоночных Палеонтологического института. По итогам этой работы в соавторстве с И. А. Ефремовым была опубликована монография по остеологии и анатомии эотриасового лабиринтодонта, за которую авторы впоследствии были удостоены почётных дипломов Линнеевского общества (Англия).
В августе 1939 года он возвратился в Ленинград, а уже в 1940 году защитил диссертацию «Структура зубов кроссоптеригий и лабиринтодонтов» на соискание учёной степени доктора биологических наук. В это время он работал в Военно-морской медицинской академии, где был профессором кафедры нормальной анатомии.
Во время войны, в ночь на 1 декабря 1941 года вместе с другими сотрудниками Академии пешком по льду Ладожского озера вышел из блокадного Ленинграда. Академия во время эвакуации находилась в Кирове, где её преподаватели работали в военных госпиталях. Но тогда он не прекратил научную деятельность: за годы войны им было исследовано 4,5 тысяч человеческих черепов.
В феврале 1943 года А. П. Быстрову присвоили звание подполковника медицинской службы.
После окончания войны вернулся в Ленинград и перешёл в ЛГУ, где читал курс палеонтологии.
В 1946 году стал редактором Государственного всероссийского палеонтологического общества и членом Общества палеонтологии позвоночных.
В 1947 году возглавил палеонтологическую лабораторию в ЛГУ. Послевоенный период жизни характеризуется целой серией научных работ. Особое место среди них занимает монография «Прошлое, настоящее, будущее человека», на написание которой потребовалось более десяти лет — она была издана в 1957 году и в 1959 году удостоена премии Учёного совета, как лучшая научная работа 1957—1958 годов в Ленинградском университете, а также выдвинута на соискание Сталинской премии.
Скончался 29 августа 1959 года, похоронен на Серафимовском кладбище в Ленинграде.
Был ближайшим другом И. А. Ефремова.

## Память
Память о нём увековечена в научных названиях целого ряда ископаемых животных, а также в названиях двух географических объектов на карте мира (мыс Быстрова и скала Быстрова). Однако лучшим признанием его заслуг перед научным сообществом служит не прекращающееся до наших дней цитирование его научных трудов.
Латинские названия организмов, данные в честь А. П. Быстрова:
- Bystrowia Berg, 1955
- Bystrowianidae Vjuschkov, 1957
- Bystrowiana Vjuschkov, 1957
- Bystrowiana permira Vjuschkov, 1957
- Bystrowiana sinica Young, 1979
- Bystrowiella Witzmann, Schoch, et Maisch, 2008
- Benthosuchus bystrowi Getmanov, 1989
- Edaphaspis bystrowi Novitskaya
- Glyptomus bystrowi
- Kuzbassocrinus cf. bystrowi Yeltyschewa, 1957
- Melocrinites bystrowi Yeltyschewa, 1957
- Mesotrypa bystrowi Modzalevskaja, 1953 (Es)
- Mycobystrovia lepidographia Gouget et Locquin, 1979
- Panderichthys bystrovi Gross, 1941
- Psammosteus bystrowi Obruchev, 1965
- Syringothenia bystrowi Obut, 1953

А. П. Быстров стал прототипом Ивана Гирина — главного героя романа приключений «Лезвие бритвы» Ивана Ефремова, о чём сам автор говорит в предисловии ко второму изданию произведения, и прототипом Шатрова — героя романа того же автора «Звёздные корабли».

### Поэзия
Малоизвестно поэтическое творчество А. П. Быстрова, продолжавшееся с 1923 минимум до 1957 года. Сохранилось около 75 стихотворений, басен, поэм, которые так и не были опубликованы.